# Nevio (album)
Nevio' è l'eponimo titolo dell'album di debutto del cantautore pop tedesco di origini italiane Nevio, pubblicato il 16 febbraio 2007 dall'etichetta discografica Polydor.
Dall'album, prodotto da Frank Peterson e Thorsten Brötzmann, sono stati estratti i singoli Amore per sempre e Run Away.
Nell'ottobre del 2007 l'album è stato ripubblicato in versione speciale con il sottotitolo Viva la musica, promosso dal singoli Firenze / Giulia, inserito nella nuova versione dell'album.

## Tracce
CD (Polydor 06025 172390 6 (UMG) / EAN 0602517239067)
1. Amore per sempre - 3:45 (Klaus Hirschburger, Antonio Galbiati, Nevio Passaro)
2. Lo dico a te - 3:28 (Nevio Passaro, Roberto Bonaventura)
3. Bellissima - 3:31 (Nevio Passaro)
4. Run Away - 3:54 (Mike Rose, Nevio Passaro)
5. Halt mich - 3:26 (Herbert Grönemeyer)
6. Vorbei (feat. Volkan Baydar) - 3:55 (Nevio Passaro)
7. Grappolo di vita - 3:08 (Mike Rose, Nevio Passaro)
8. Stella - 4:38 (Nevio Passaro)
9. Sano egoismo - 3:40 (Nevio Passaro)
10. Vedrai - 3:42 (Nevio Passaro, Ingo Fischer, Michael Hanf, Antonio Tacconelli, Gino de Cesare)
11. Alleluia Girl - 3:38 (Mike Rose, Nevio Passaro)
12. Dolphins Make Me Cry  - 4:39 (Martyn Denton Joseph)

Enhanced - CD (Universal 060251733895 (UMG) / EAN 0602517338951)
Viva la musica (Limited Deluxe Version) - CD (Universal 060251748921 (UMG) / EAN 0602517489219)

## Classifiche
| Classifica (2007) | Posizione raggiunta |
| ----------------- | ------------------- |
| Germania          | 5                   |
| Austria           | 7                   |
| Svizzera          | 11                  |